# Valpolicella Valpantena superiore
Il Valpolicella Valpantena superiore è un vino rosso DOC del Veneto prodotto esclusivamente nella valle Valpantena in provincia di Verona da vitigni autoctoni quali Corvina, Corvinone (nella misura massima del 50% in sostituzione della Corvina), Rondinella ma anche, in percentuali minori, con Forselina, Negrara e Oseleta. La Molinara uscita recentemente dal disciplinare come obbligatoria è comunque permessa.

## Caratteristiche organolettiche
- colore: rosso rubino di media intensità tendente al granato con l'invecchiamento.
- odore: vinoso, con profumo gradevole, delicato, caratteristico, che ricorda talvolta le mandorle amare.
- sapore: asciutto o vellutato, di corpo, amarognolo, sapido, armonico.

## Le Denominazioni
Il Valpolicella Valpantena superiore riceve le denominazioni:
- Valpantena perché prodotto nell'omonima valle Valpantena
- Superiore perché l'affinamento in botte di rovere avviene per un minimo di 12 mesi a partire dal 1º gennaio successivo alla vendemmia e il grado alcolico risulta essere al consumo superiore al 12%.

## Abbinamenti consigliati
Il Valpolicella Valpantena superiore è un vino nobile ed è adatto a selvaggina ed arrosti.

## Produzione
Provincia, stagione, volume in ettolitri
- dati n.d.

## Altri vini della Valpolicella
- Valpolicella
- Valpolicella superiore
- Valpolicella Ripasso
- Valpolicella Ripasso superiore
- Valpolicella classico
- Valpolicella classico superiore
- Valpolicella Ripasso classico
- Valpolicella Ripasso classico superiore
- Valpolicella Valpantena
- Valpolicella Valpantena superiore (questa pagina)
- Valpolicella Ripasso Valpantena
- Valpolicella Ripasso Valpantena superiore
- Amarone della Valpolicella
- Amarone della Valpolicella classico
- Amarone della Valpolicella Valpantena
- Recioto della Valpolicella
- Recioto della Valpolicella classico
- Recioto della Valpolicella Valpantena